# Basic local alignment search tool
In bioinformatica, BLAST (Basic Local Alignment Search Tool, ovvero strumento di ricerca di allineamento locale) è un algoritmo usato per comparare le informazioni contenute nelle strutture biologiche primarie, come ad esempio le sequenze proteiche o le sequenze nucleotidiche delle molecole di DNA.

## Funzionamento
Una ricerca BLAST permette al ricercatore di confrontare una sequenza di interesse con un database di sequenze già conosciute, e di identificare tra queste ultime quelle che presentano delle somiglianze con la sequenza di interesse. Ad esempio, in seguito alla scoperta di un gene di topo, prima sconosciuto, gli scienziati tipicamente compiono una ricerca BLAST nel genoma umano per vedere se contiene geni con sequenze somiglianti; una volta trovati i due geni "affini" si può indagare sperimentalmente la funzione di quello proveniente dal topo e ottenere così indizi sulla possibile funzione di quello umano.
È possibile suddividere l'algoritmo BLAST in 3 principali fasi:
1. Creazione di un elenco di parole di lunghezza W della sequenza query.
2. Ricerca delle parole W all'interno della banca dati.
3. Elongazione delle sequenze di hit, cioè quelle trovate, ed assegnamento di uno score. Tali sequenze saranno date da un allineamento di tipo locale.

Le sequenze che si andranno a considerare saranno solo quelle il cui score supera una certa soglia di threshold T, che verranno chiamate HSP (High-scoring Segment Pair).